# Kaasstengels

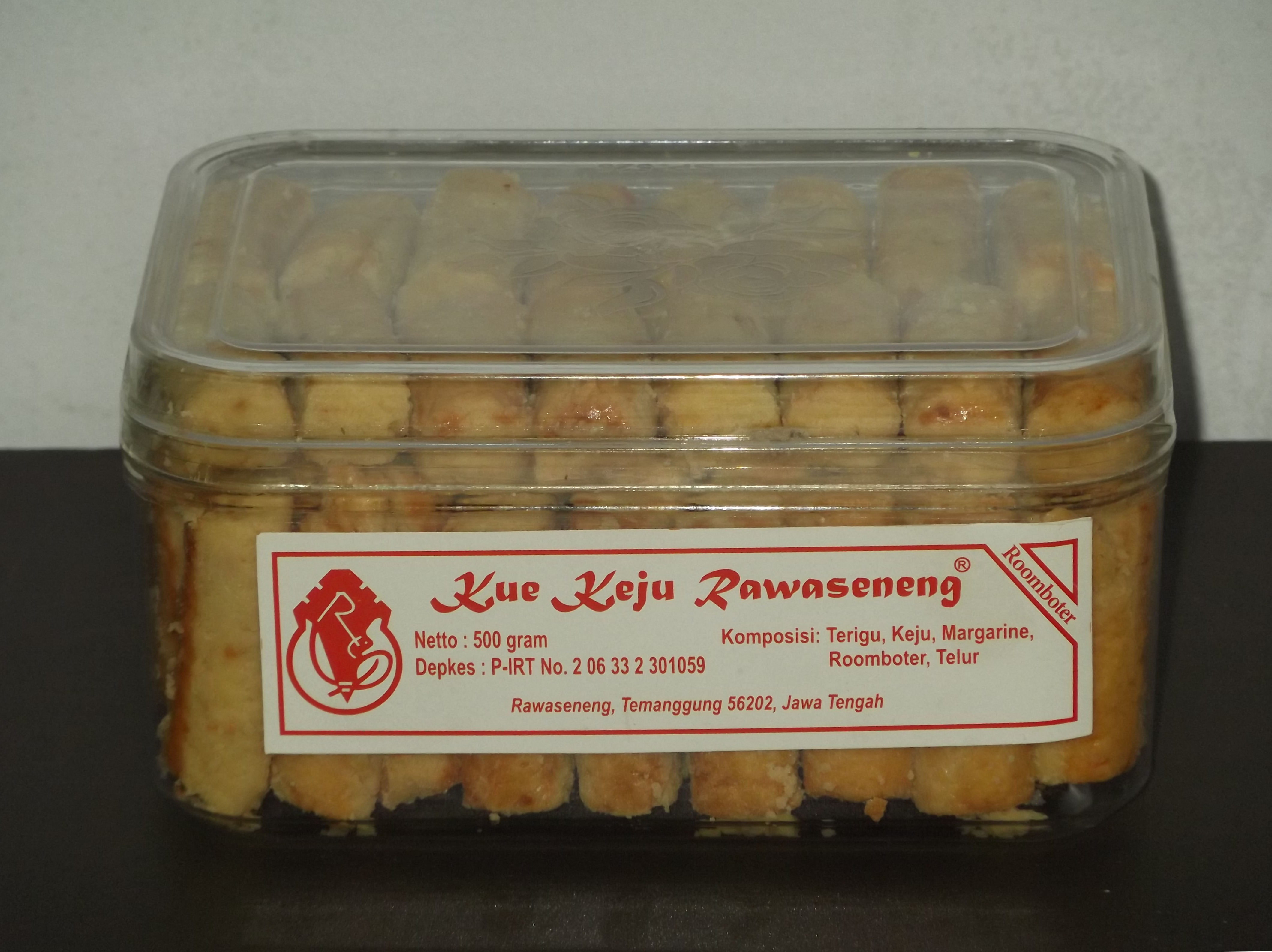
Kaasstengels làm bởi những nhà sư ở Kandangan, Temanggung

Kaasstengels, Kastengel hoặc kue keju là một loại bánh quy pho mát Hà Lan-Indonesia trong dạng que, thường được tìm thấy ở Hà Lan và Indonesia. Tên gọi mô tả nguyên liệu của nó; kaas là từ tiếng Hà Lan cho "pho mát", trong khi stengels nghĩa là "que". Không giống như bánh quy, kaasstengels có vị đậm đà và mặn thay vì ngọt. Ở Indonesia, do đã từng là thuộc địa của Hà Lan, kaasstengels, cùng với nastar , và kue putri salju là kue kering (kue khô hoặc bánh quy) phổ biến trong dịp lễ hội như Natal (Giáng Sinh) và Lebaran (Eid al Fitr).